# ザ・ロング・ロード
『ザ・ロング・ロード』（The Long Road）は、カナダのロックバンド、ニッケルバックが2003年に発売した通算4枚目のアルバムである。全11曲収録（日本盤スペシャル・リミテッド・エディションはボーナス・トラック3曲、通常盤は2曲追加）。

## 収録曲
1. フラット・オン・ザ・フロア – "Flat on the Floor" – 2:02
2. ドゥ・ディス・エニモア – "Do This Anymore" – 4:03
3. サムデイ – "Someday" – 3:27
4. ビリーヴ・イット・オア・ノット – "Believe It or Not" – 4:07
5. フィーリン・ウェイ・トゥー・ダム・グッド – "Feelin' Way Too Damn Good" – 4:16
6. ビコーズ・オブ・ユー – "Because of You" – 3:30
7. フィギュアード・ユー・アウト – "Figured You Out" – 3:48
8. シュッド・ハブ・リスンド – "Should've Listened" – 3:42
9. スロウ・ユアセルフ・アウェイ – "Throw Yourself Away" – 3:55
10. アナザー・ホール・イン・ザ・ヘッド – "Another Hole in the Head" – 3:35
11. シー・ユー・アット・ザ・ショウ – "See You at the Show" – 4:04

- スペシャル・リミテッド・エディション収録ボーナス・トラック

1. 土曜の夜は僕の生きがい – "Saturday Night's Alright (For Fighting)"
2. ヤンキング・アウト・マイ・ハート – "Yanking Out My Heart"
3. ラーン・ザ・ハード・ウェイ – "Learn the Hard Way"

- 通常盤収録ボーナス・トラック

1. サムデイ（アコースティック・ヴァージョン） "Someday" - Acoustic Version
2. スロー・モーション – "Slow Motion"

## シングル
- "Someday"
- "Figured You Out"
- "Feelin' Way Too Damn Good"
- "Because of You"
- "See You at the Show"